# Shandon Anderson
Pour les articles homonymes, voir Anderson.
Shandon Anderson, né le 31 décembre 1973 à Atlanta en Géorgie, est un ancien joueur américain de basket-ball. Il évolue durant sa carrière aux postes d'arrière et d'ailier.

## Palmarès
- Champion NBA 2006